# Monopolistische Konkurrenz
Die monopolistische Konkurrenz oder der monopolistische Wettbewerb (auch heterogenes Polypol) ist ein von Edward Hastings Chamberlin und Joan Robinson unabhängig voneinander entwickelter Begriff, der eine Marktform zwischen dem Monopol und der vollständigen Konkurrenz kennzeichnet. Hierbei handelt es sich um ein Polypol auf einem unvollkommenen Markt.
Auf diesem Markt treten sehr viele kleine Anbieter auf, die in der Lage sind, den Preis zu variieren. Die Unvollkommenheit wird dadurch hervorgerufen, dass einerseits die Nachfrager räumliche, zeitliche oder sachliche Präferenzen haben und dass die gehandelten Güter zwar vergleichbar sind, sich aber in gewissen Merkmalen unterscheiden (Produktdifferenzierung). Das erlaubt dem Verbraucher eine vielfältige Auswahl zwischen substituierbaren Produkten, die von spezialisierten Unternehmen hergestellt und angeboten werden. Aufgrund der Produktdifferenzierung verfügt jeder Anbieter über einen gewissen monopolistischen Spielraum, innerhalb dessen es ihm möglich ist, ähnlich wie in einem Monopol, Preis oder Menge festzulegen.  In diesem monopolistischen Bereich gilt die Gewinnmaximierungsregel: Grenzerlös gleich Grenzkosten. Wenn der Anbieter diesen Bereich verlässt, wird der Preis wie beim Polypol durch den Markt festgelegt und man verliert bei höheren Preisen die Nachfrager an die Konkurrenz.
In der Realität ist diese Marktform recht häufig anzutreffen. Beispiele für solche Märkte sind Märkte für zahlreiche Güter und Dienstleistungen des täglichen Bedarfs (z. B. Brot, Bücher, Obst, Friseure, Reinigungen).
Formal dargestellt wird der Fall der monopolistischen Konkurrenz mit Hilfe einer zweifach geknickten Preis-Absatz-Funktion.

## Alternative Definitionen und Abgrenzung
Weitere Definitionen sind:
- „Ein Markt, auf dem Unternehmen frei eintreten können und jeweils ihre eigene Marke oder Version eines differenzierten Produktes herstellen.“[3]
- „Das Marktmodell eines monopolistischen Wettbewerbs ist in der Realität häufig anzutreffen. Es stellt das Polypol auf dem unvollkommenen Markt (polypolistische Konkurrenz) dar, auf dem viele Anbieter und viele Nachfrager unabhängig voneinander handeln,….“ [4]

Man kann Märkte nach verschiedenen Kriterien unterteilen. Je nach Blickwinkel sind Märkte nach Marktteilnehmern (Monopol, Oligopol, Polypol), Nachfrageintensität (Massenmarkt, Schrumpfmarkt) oder auch nach den gehandelten Gütern (Güter- oder Produktmarkt, Faktormarkt) zu differenzieren. Das Modell des monopolistischen Wettbewerbs verbindet verschiedene Marktformen und -modelle, unter anderem das Monopol und das Oligopol mit den Charakteristika des Wettbewerbs.

## Modellbeschreibung
Durch eine ausreichend starke Produktdifferenzierung ist es dem einzelnen Anbieter möglich, eine, wenn auch schwache, Monopolstellung einzunehmen. Produktdifferenzierung bedeutet, dass die Produkte sich zwar ähnlich sind, aber trotzdem über erkennbare Unterschiede verfügen. Die Güter kann man als unvollkommene Substitute darstellen. Innerhalb bestimmter Grenzen kann der Anbieter seinen Preis wie ein Monopolist verändern. Auf einem Markt mit, wenn auch wenigen, anderen Anbietern führt aber jede marktstrategische Maßnahme immer auch zu einer Reaktion der Wettbewerber.
Edward Hastings Chamberlin entwickelte eine Theorie, welche Monopolelemente in der Marktform des heterogenen Polypol berücksichtigt. Im heterogenen Polypol sind die Anbieter hier in der Lage, den Preis zu variieren. Chamberlin geht also davon aus, dass der einzelne Anbieter versucht den gewinnmaximalen Preis zu erzielen, also wie ein Monopolist handelt. Die gewinnmaximale Preis-Mengen-Kombination liegt somit für jeden Anbieter in dessen Cournotschem Punkt. Da der Markteintritt frei ist und Gewinne erzielt werden, treten neue Anbieter mit vergleichbaren Produkten in den Markt ein und die Preis-Absatz-Funktion der bisherigen Anbieter verschiebt sich in Richtung Ursprung. Ist letztlich keine Gewinnerzielung mehr möglich, tangiert die Durchschnittskostenkurve die Preis-Absatz-Funktion (Chamberlinsche Tangentenlösung).
Im Unterschied zur Tangentenlösung von Chamberlin geht Erich Gutenberg davon aus, dass die individuellen Preis-Absatz-Funktionen aufgrund der Präferenzen und Intransparenz doppelt geknickt sind, also dass sich ein monopolistischer Bereich in der polypolistischen Preis-Absatz-Funktion befindet. Innerhalb dieses Bereiches kann das Unternehmen seine Aktionsparameter festlegen, ohne eine Reaktion der Konkurrenten zu befürchten. (Gutenberg-Funktion).

### Das Modell

#### Charakteristika
- Im Rahmen der Produktdifferenzierung werden Güter auf den Markt gebracht, die unvollkommene Substitute darstellen. In einigen Fällen ist der Unterschied allein für den Kunden erkennbar, welcher über Qualitäts- und Preisunterschiede wie auch Markenverbundenheit konsumiert.

Beispiel: Kellogg´s Cornflakes und ein No-Name-Produkt weisen den gleichen Zweck auf, sind aber über oben genannte Charakteristika zu unterscheiden.
- Bei der Preispolitik wird unterstellt, dass sich die Unternehmen wie Monopolisten verhalten. Je größer der Grad der Produktdifferenzierung, desto unabhängiger kann der Preis gestaltet werden. Weiterhin ist die Preispolitik über spezielle Kundenprogramme, wie Studenten- oder Seniorentarife, Rabattaktionen und auch über eine generelle Preiseinstufung differenziert.
- Die Unternehmen werden als symmetrisch angesehen, d. h., sie haben identische Nachfrage- und Kostenfunktionen.[6]
- Es gibt in diesem Modell keine Markteintrittsbarrieren, im Gegenteil sorgt das Nichtvorhandensein dieser dafür, dass sich ein Preis gleich den Durchschnittskosten einpendelt. Ist der Preis oberhalb der Durchschnittskosten, so treten neue Akteure in den Markt ein; fällt er bei einem Marktteilnehmer darunter, so treten die Betroffenen aus dem Markt aus. Gewinne (Preis über Durchschnittskosten) resultieren im Krugman-Modell also nur kurzfristig. Langfristig sind die Gewinne gleich null.[7]
- Charakteristisch für diese Art des Wettbewerbs ist, dass hier die Auswirkungen einer Preiserhöhung der eigenen Produkte auf die Preise der Konkurrenten ausgeblendet werden; jede Firma nimmt die Preise der Konkurrenten als gegeben hin. Dies ist ein wesentlicher Unterschied zum Oligopol.[6]

#### Grundannahmen
Je höher die Nachfrage nach einem Produkt ist und je höher der Preis der Konkurrenten, desto größer ist der Absatz. Folglich kann man annehmen, dass der Absatz mit steigender Anzahl an Mitbewerbern sinkt. Unter der Annahme, dass alle Unternehmungen der Branche symmetrisch sind, ergibt sich für alle Unternehmen eine identische Nachfrage und Kostenfunktion.

#### Marktgleichgewicht

Marktgleichgewicht bei monopolistischer Konkurrenz.

Das Marktgleichgewicht bei der monopolistischen Konkurrenz setzt voraus, dass der Angebotspreis (P) und die Durchschnittskosten (AC) im Zusammenhang zu der Anzahl der Anbieter in dem jeweiligen Marktsegment stehen. Weiterhin wird angenommen, dass die Nachfrage- und Kostenfunktion für alle Unternehmen gleich sind.
1. Unternehmensanzahl und Durchschnittskosten:
Die Kostenfunktion sagt aus, dass sich bei sonst konstanten Bedingungen die Durchschnittskosten (AC) mit steigender Anzahl an Konkurrenten erhöhen, da das einzelne Unternehmen weniger produziert und absetzt. Der Zusammenhang zwischen der Unternehmensanzahl und den Durchschnittskosten wird durch die steigende CC-Kurve mit der Gleichung {\displaystyle AC={\tfrac {F}{Q}}+c=n\cdot {\tfrac {F}{S}}+c} [10] abgebildet.
mit:
  - {\displaystyle F}: die Fixkosten
  - {\displaystyle Q}: die gesamte Marktnachfrage
  - {\displaystyle c}: die Grenzkosten (bei linearer Kostenfunktion: variable Stückkosten)
  - {\displaystyle n}: die Anzahl der Anbieter in diesem Marktsegment
  - {\displaystyle S}: nachgefragte Menge bei einem Anbieter {\displaystyle x}
2. Anzahl der Unternehmungen und der Preis:

Mit steigender Anzahl der Unternehmen {\displaystyle n} sinkt der Preis {\displaystyle P}, den jeder einzelne Anbieter verlangen kann. Dadurch ergibt sich eine fallende PP-Kurve mit der Gleichung  {\displaystyle P=c+{\tfrac {1}{n\cdot b}}} 
1. mit:
  - {\displaystyle b} mit {\displaystyle b>0}: die branchenspezifische Absatzänderung nach Preisänderungen
2. Verhältnis von PP und CC:
Links vom Gleichgewichtspunkt (GG) macht die Branche Gewinne, wodurch neue Anbieter angezogen werden. Mit steigender Anzahl der Konkurrenten fällt der Angebotspreis und die durchschnittlichen Kosten steigen. Die Marktsituation nähert sich dem Gleichgewicht. Befindet sich der Markt rechts vom Punkt GG, sind Verluste zu verzeichnen und es erfolgen Abwanderungen aus der Branche. Die Durchschnittskosten übersteigen die Preisfunktion. Folglich werden die verbleibenden Anbieter ihre Angebotsmenge verringern, sodass es zu einer Tendenz zum Gleichgewicht kommt.
3. Anzahl der Unternehmen im Gleichgewicht:
Der Punkt GG stellt das langfristige Gleichgewicht dar. Hier schneiden sich die PP-Kurve und die CC-Kurve. In der obigen Abbildung ist dies in n und AC,P. In diesem Punkt erzielt die Branche keine Gewinne, aber auch keine Verluste, da die Durchschnittskosten gleich dem Preis sind. Algebraisch lässt sich der Gleichgewichtspunkt durch Gleichsetzen der Preis- und Durchschnittskostenfunktion wie folgt herleiten:

{\displaystyle {\begin{alignedat}{3}&&AC&=P\\&\iff &n\cdot {\frac {F}{S}}+c&=c+{\frac {1}{n\cdot b}}\\&\iff &n\cdot {\frac {F}{S}}&={\frac {1}{n\cdot b}}\\&\iff &n^{2}&=S\cdot {\frac {1}{F\cdot b}}\\&\implies &n&={\sqrt {S\cdot {\frac {1}{F\cdot b}}}}\end{alignedat}}}

### Beschränkungen
Das Modell des monopolistischen Wettbewerbs gilt nur für wenige Branchen. Die Annahme, dass sich jedes Unternehmen als „echter“ Monopolist verhält, ist für die Realität nicht aufrechtzuerhalten. Vielmehr sind sich die einzelnen Anbieter über ihren Einfluss auf das Verhalten der Konkurrenten bewusst.
Im Modell des monopolistischen Wettbewerbs werden zwei typische Verhaltensmuster des Oligopols ausgeschlossen. Zum einen das abgestimmte Verhalten (Kollusion), welches für die Konsumenten ungünstig ist, da hier der Preis oberhalb des kalkulierten Gewinnniveaus gehalten wird. Die Abstimmung kann durch explizite Verträge oder stillschweigende Koordinationsstrategien erfolgen. Die zweite Möglichkeit ist das strategische Verhalten, das Marktschranken errichtet, indem zusätzliche Kapazitäten eingerichtet werden. Diese gezielten Entscheidungen mindern zwar den Gewinn, beeinflussen aber das Verhalten der Konkurrenz und halten potentielle Rivalen vom Markteintritt ab.
Ein Modell beschränkt sich immer auf die wesentlichen Faktoren, um die Realität vereinfacht darzustellen. So ist auch hier eine Vereinfachung für das Verständnis besonders in Bezug auf den Außenhandel und im Rahmen der Globalisierung der Märkte von großer Bedeutung.

## Modellerweiterung: Außenhandel
Durch den Außenhandel in der monopolistischen Konkurrenz soll der nationale Markt hin zum Weltmarkt vergrößert werden. Durch die „neue“ Marktgröße werden die Beschränkungen hinsichtlich der möglichen Produktionsmenge gelockert. Indem die Nationen auf dem vergrößerten Markt miteinander kooperieren können und sich auch mehr Platz für eine höhere Zahl an Unternehmungen bietet, wird es ihnen ermöglicht, eine größere Gütervielfalt herzustellen und den Preis zu variieren. Den Konsumenten werden so niedrigere Preise als auch eine Vielzahl an Produktvarianten geboten. Auf einem größeren Markt ist mehr Platz für eine höhere Anzahl an Unternehmen und der Spielraum des Preises erweitert sich. Auch wenn zwischen den Unternehmen keine wesentlichen Unterschiede hinsichtlich der Ressourcen oder Technologien bestehen, sind wechselseitige Vorteile vorhanden. Diese können sich im Rahmen der Opportunitätskosten ergeben, da ein Land für ein Produkt beispielsweise geringere Produktionskosten aufweist als ein anderes. Zusätzlich werden die Durchschnittskosten durch die größere und vielfältigere Produktionsmenge herabgesetzt. Weitere Vorteile großer Märkte sind auf der Anbieterseite eine größere Anzahl an Unternehmen, die auch einen höheren Absatz erzielen können. Auf der Konsumentenseite sind niedrigere Preise und eine größere Produktvielfalt signifikant.

### Auswirkungen einer Vergrößerung des Marktes

Marktvergrößerung durch Außenhandel.

Vergleicht man zwei Märkte mit unterschiedlichem Gesamtabsatz, zeigt sich, dass die CC-Kurve des größeren Marktes unterhalb der des kleineren Marktes liegt. Das heißt, dass der vergrößerte Markt es mehr Anbietern erlaubt, auf dem Markt zu agieren, wodurch die Produktvielfalt steigt und der Preis gleichzeitig sinkt. Mit dem Preis und der Möglichkeit mehr Erzeugnisse zu produzieren sinken auch die Durchschnittskosten (AC) der Anbieter.
Da in der Formel für den Preis der Gesamtabsatz nicht berücksichtigt ist, verschiebt sich die PP-Kurve aufgrund einer Marktvergrößerung nicht.
{\displaystyle P=c+{\frac {1}{b\cdot n}}}.

### Schlussfolgerung
Durch eine Marktvergrößerung haben Unternehmen die Möglichkeit die Produktion zu steigern und dabei die Durchschnittskosten zu senken. Deutlich wird dies durch die Abwärtsverschiebung der CC-Kurve, vom Punkt GG1 nach GG2. Dies ergibt sich als Folge aus der steigende Anzahl an Unternehmen bei gleichzeitig sinkenden Preisen. Die Situation in Punkt GG1, mit wenig Produktauswahl und relativ hohen Preisen, ist für die Konsumenten schlechter als die Situation in Punkt GG2, mit geringeren Preisen und mehr Auswahl.

## Beispiele
- Ein Bäcker steht an sich im Wettbewerb mit sehr vielen Konkurrenten, die seinen Preissetzungsspielraum erheblich einengen. Der einzige Bäcker in einem Stadtteil kann jedoch einen etwas höheren Preis nehmen als seine umliegenden Wettbewerber, da seine Kunden eine räumliche Präferenz haben, da sie beim Einkauf eines Gutes des täglichen Gebrauchs große Wege scheuen. Erst wenn der lokale Bäcker deutlich teurer ist als seine Konkurrenten, lohnt sich für den Kunden der weitere Weg.
- Die Automobilindustrie in Europa[13] entspricht dem Marktmodell des monopolistischen Wettbewerbs, da es neben einer Vielzahl an Herstellern, wie beispielsweise Ford, General Motors, Volkswagen, Renault, Peugeot, Fiat u. a., auch eine große Zahl an Fahrzeugmodellen und -klassen gibt.
- Weitere Beispiele, die sich aufgrund von Produktdifferenzierung dem monopolistischen Wettbewerb zuordnen lassen, sind: Markt für Zahnpasta, Waschmittelmarkt, Kaffeemarkt, Einzelhandel.

## Vergleich zur vollständigen Konkurrenz
|                                      | vollständige Konkurrenz                                           | monopolistische Konkurrenz                                                              |
| ------------------------------------ | ----------------------------------------------------------------- | --------------------------------------------------------------------------------------- |
| Marktform                            | Polypol {\displaystyle \rightarrow } auf einem vollkommenen Markt | Polypol {\displaystyle \rightarrow } auf einem unvollkommenen Markt                     |
| Produkte                             | homogene Güter                                                    | homogene Güter heterogene Güter {\displaystyle \rightarrow } „unvollkommene Substitute“ |
| Preis                                | nicht beeinflussbar {\displaystyle \rightarrow } „Marktpreis“     | beeinflussbar {\displaystyle \rightarrow } innerhalb des monopolistischen Spielraumes   |
| Markteintritt/Marktaustritt          | frei                                                              | frei                                                                                    |
| Gewinn - kurzfristig: - langfristig: | ja nein                                                           | ja nein                                                                                 |